# Le segretarie del sesto
Le segretarie del sesto è una miniserie televisiva italiana del 2009, diretta da Angelo Longoni.

## Trama
Giovanna (Micaela Ramazzotti), Miranda (Antonia Liskova), Agnese (Claudia Gerini) e Costanza (Tosca D'Aquino) lavorano come segretarie nella filiale di una grande compagnia assicuratrice. Ai vertici dell'azienda però arriva un terremoto: il grande capo, il potente dottor Verbieri (Fabio Sartor) è costretto a dare le dimissioni per motivi personali e la sua uscita di scena scatena una lotta alla successione tra gli alti dirigenti. Anche le segretarie sentono vacillare le loro posizioni ancor più dei loro capi e sarà l'inizio di una lunga serie di lotte interne per aggiudicarsi il posto con ogni mezzo. Agnese è la segretaria del dottor Campagna (Simone Colombari), sposata con Guido (Marco Falaguasta), fatica a organizzarsi tra lavoro e i tre figli; è una vecchia amica di Romeo, e quando viene a sapere che manderanno un ispettore da Milano a controllare l'assicurazione, decide di chiedere al suo amico di fingersi il controllore in modo da scoprire le varie manovre e i punti deboli degli altri dipendenti. Miranda è la segretaria del dott. Sabelli (Fabio Troiano), è una donna gelida e rigida all'apparenza, ma scopriamo che la sua freddezza è data dal dolore di non poter avere figli; in più scoprirà che il marito la tradisce. Costanza è la segretaria precisa, puntuale e ordinata del dottor Verbieri ed è anche la sua amante, nonostante l'uomo sia già sposato. Giovanna è una ragazza un po' svampita, innamorata del suo capo Sabelli, che è sposato e ha due figli, e arriva addirittura a spiarlo mentre è a pranzo con la moglie; Giovanna scoprirà dal suo amico avvocato Giacomo (Andrea Bosca) che i suoi defunti genitori l'avevano in realtà adottata.

## Produzione
La fiction è interpretata da Claudia Gerini, Antonia Liskova, Micaela Ramazzotti, Tosca D'Aquino e Franco Castellano ed è composta da due puntate.
La miniserie nasce come spin-off della seguitissima fiction degli anni novanta Commesse, che vedeva fra i personaggi principali Romeo (interpretato da Franco Castellano).
Le riprese sono partite il 20 gennaio 2009, e la produzione affidata a Rai Fiction, realizzata da Edwige Fenech per Immagine e cinema.

## Distribuzione
La fiction venne trasmessa in prima visione su Rai 1 il 25 ed il 26 ottobre 2009. Successivamente è stata trasmessa in replica su Rai Premium.
| n° | Prima visione   | Telespettatori | Share  |
| -- | --------------- | -------------- | ------ |
| 1  | 25 ottobre 2009 | 4.254.000      | 18,32% |
| 2  | 26 ottobre 2009 | 4.225.000      | 16,39% |